# Кастель-Штаадт
Кастель-Штаадт (нім. Kastel-Staadt) — громада в Німеччині, розташована в землі Рейнланд-Пфальц. Входить до складу району Трір-Саарбург. Складова частина об'єднання громад Саарбург.
Площа — 5,23 км2. Населення становить 437 ос. (станом на 31 грудня 2020).